# یوری نیکیفوروف
یوری نیکیفوروف (روسی: Юрий Валерьевич Никифоров؛ زادهٔ ۱۶ سپتامبر ۱۹۷۰) یک بازیکن فوتبال بازنشسته اهل روس-اکراینی است.

## باشگاهی
از باشگاه‌هایی که در آن بازی کرده‌است می‌توان به اسپورتینگ گیخون، آیندهوون، دینامو کیف و اسپارتاک مسکو اشاره کرد.

## تیم ملی
وی همچنین در تیم‌های ملی فوتبال اوکراین و روسیه بازی کرده و با تیم ملی روسیه در دو جام جهانی ۱۹۹۴ و ۲۰۰۲ به میدان رفته‌است.